# ايرل هيس كنرد
ايرل هيس كنرد (بالإنجليزية: Earle Hesse Kennard)‏ (و. 1885 – 1968 م) هو فيزيائي، وأستاذ جامعي من الولايات المتحدة الأمريكية . ولد في كولومبوس (أوهايو) .
توفي في كلاريمونت (كاليفورنيا)، عن عمر يناهز 83 عاماً.

## مناصب وهيئات
أدار جامعة كورنيل.